# Antonio Martí Olucha
Antonio Martí Olucha (Onda, provincia de Castellón, c. 1895) fue azulejero, sindicalista y político conservador español. Miembro del Congreso de los Diputados de España por la provincia de Castellón durante las dos últimas legislaturas de la Segunda República, tuvo un papel relevante dentro de la Derecha Regional Valenciana. 

## Biografía
Organizó los sindicatos católicos profesionales en su localidad y presidió más tarde la Federación de Sindicatos Obreros Católicos (FOC) de Castellón, de la que declara son miembros 20.000 obreros de la provincia.
Durante la Segunda República Española, ingresó en la Derecha Regional Valenciana y fue diputado cedista en las elecciones de 1933 y de 1936 por la provincia de Castellón.